# トヨタのエンジン系列名
トヨタのエンジン系列名（トヨタのエンジンけいれつめい）では、トヨタ自動車の製造するエンジンに付されている系列名称記号を、シリンダー配置や気筒数等の構成により分類して述べる。
エンジン型式から概要を調べる（逆引きする）場合は、「トヨタのエンジン型式一覧」を、また、型式命名のルールについては「トヨタのエンジン型式命名規則」を参照。

## 規則性
- ボアピッチが同じであれば、仕様変更があってもアルファベットは変わらない。
- 最初に設計された基本型はアルファベットの前の数字が無い（無番）、もしくは「1」となる。
- 系列名が一文字のものは、1980年代中期までに開発されたものである。
- 系列名が*Zという二文字の表記のものは、1980年代末期から1990年代の間に開発されたエンジンである。
- 系列名が*Rという二文字の表記のものは、2000年代に開発された比較的新しいエンジンである。
- 系列名が一文字+排気量の上2桁+一文字の表記のものは、2010年代後半に開発された新型エンジンである。
- 燃焼室形状が変更された場合、元になった形式の、系列名の前の数字に「10」を加える。
- ディーゼルエンジンの二文字目の「D」は直噴式を表す。

## トヨタ・エンジン系列一覧
以下は、エンジン型式を構成で分類し、採用車種の代表例を示したものである。

### 水平対向2気筒
採用車種：パブリカ・スポーツ800・ミニエース
- 空冷ガソリン
  - U

### 直列3気筒
採用車種：アイゴ・iQ・パッソ・ヴィッツ（ヤリス）・ベルタ・ルーミー・タンク
- ガソリン
  - KR
  - M15A
  - G16E

### 直列4気筒
採用車種：スターレット・カローラ・プリウス・プレミオ・カムリ等
- ガソリン
  - A (2代目)
  - C (初代)
  - E
  - K
  - P
  - R
  - S (初代)
  - S (2代目)
  - T
  - X（ホールデンスターファイヤエンジンベース）
  - Y
  - SZ
  - NZ
  - ZZ
  - AZ
  - AR
  - RZ
  - TZ
  - TR
  - ZR
  - NR
  - A25A
  - M20A
  - T24A
- LPG
  - R
  - Y
  - BZ
  - RZ
- ディーゼル
  - B (2代目)
  - C (2代目)
  - C (3代目)
  - J
  - L
  - N
  - W（日野製）
  - KZ
  - ND
  - KD
  - CD
  - AD
  - VD
  - GD
  - DZ
  - Z
  - WW（BMWエンジンベース）en:Toyota WW engine
- 日野（OEM）
  - S05C・S05D
  - J05C・J05D
  - N04C

### 直列5気筒
採用車種：ランドクルーザー70ヘビー系・コースター（PZB40、PZB50系）
- ディーゼル
  - PZ 「P」は「5」を表す「ペンタ」から。

### 直列6気筒
- ガソリン
  - A (初代) トヨダAA型
  - B (初代) トヨタGB型トラック、トヨタHB型バスシャーシ、トヨタ・ジープBJ型 後のランドクルーザーBJ型
  - F アルファベットの6番目である「F」から。 トヨタトラック（FX、FA、FC）、バス（FB）、パトロール（FH）、救急車（FS）、ランドクルーザー
  - G クラウン、マークIIグループ、セリカXX
  - M クラウン、マークIIグループ、スープラ（セリカXX）
  - JZ レクサスSC（ソアラ）、スープラ、クラウン、マークIIグループ
  - FZ ランドクルーザー
- ディーゼル
  - D トヨタトラック（DA、DC）、バス（DR、DB）
  - H 「H」は「6」を表す「ヘキサ」から。 ウエポンキャリア（HQ）、ダイナ、ランドクルーザー、コースター
  - HZ ランドクルーザー、コースター
  - HD 「D」は直噴を表す「ダイレクトインジェクション」から。 ランドクルーザー、コースター

### V型6気筒
- ガソリン
  - VZ 横置き：カムリグループ 縦置き：4ランナー、ハイラックスサーフグループ
  - MZ 横置き：カムリグループ
  - GR 縦置き：中型ピックアップ・SUV、クラウン、マークX 横置き：エスティマ、アルファード・ヴェルファイア
  - V35A 縦置き：レクサスLS
- ディーゼル
  - F33A

### V型8気筒
- ガソリン
  - V クラウン・エイト、センチュリー
  - UZ レクサスLS（セルシオ）、ピックアップ・SUV
  - UR レクサスLS、ピックアップ・SUV
- ディーゼル
  - VD ランドクルーザー

### V型10気筒
- ガソリン
  - LR レクサスLFA

### V型12気筒
採用車種：センチュリー
- ガソリン
  - GZ